# Bengala branca

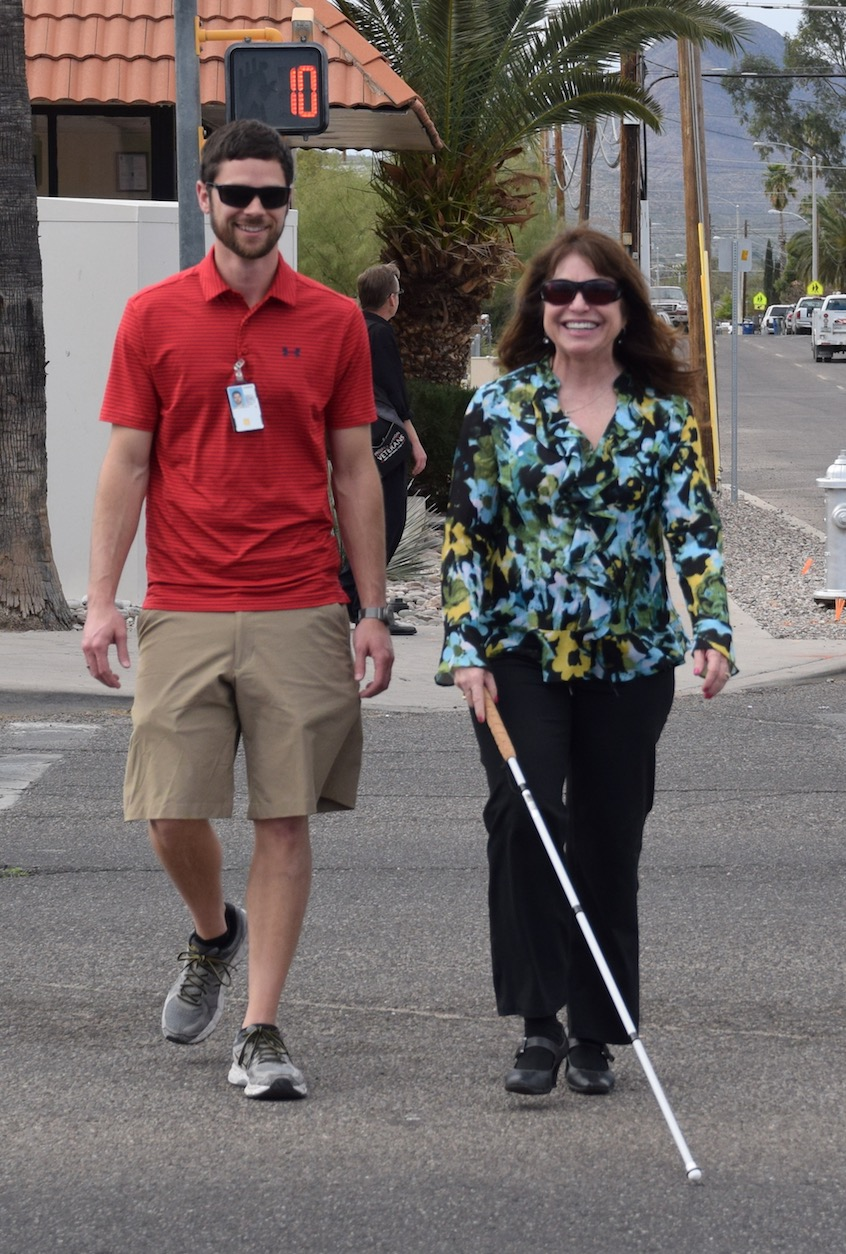
Pessoa cega a usar uma bengala branca na rua

Bengala branca é uma bengala de cor geralmente branca que auxilia pessoas com perda de visão ou cegueira a detectar objetos, obstáculos ou marcas de orientação no ambiente que as rodeia.